# 최경민 (프로게이머)
최경민(1994년 11월 27일 ~ )은 대한민국의 전직 스타크래프트 II 프로게이머이다. 종족은 저그이며, 아이디는 Shine이다.
2010년부터 스타크래프트2 프로게이머 활동을 시작했다. 웨라 fOu, TSL 등의 팀에서 활동하였으며 2013년 초 TSL의 해체 이후 MVP에 입단하여 2014년까지 활동했다.
2014년 7월 31일 MVP와의 결별을 공식 발표했다. 이후 입단 소식이 없으며 은퇴한 것으로 보인다.

## 주요 기록
- 2012년 2012 무슈제이 2012 글로벌 스타크래프트 II 리그 시즌 3 Code A 24강
- 2012년 2012 핫식스 2012 글로벌 스타크래프트 II 리그 시즌 4 Code A 32강
- 2012년 2012 핫식스 2012 글로벌 스타크래프트 II 리그 시즌 5 Code A 32강
- 2013년 2013 핫식스 2013 글로벌 스타크래프트 II 리그 시즌 1 Code A 48강
- 2014년 2014 WCS 코리아 시즌 1 핫식스 글로벌 스타크래프트 II 리그 코드 A 48강